# Hermanna Molkenboer-Trip

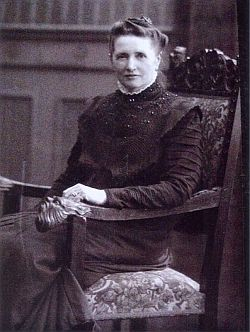
Hermanna Molkenboer-Trip

Hermanna Elisabeth Molkenboer-Trip (Harlingen, 25 oktober 1851 – 11 mei 1911) was directrice van een Nederlandse textielfabriek die stoffen voor reformkleding produceerde.

## Levensloop
Hermanna Elisabeth werd in 1851 in Harlingen als freule Trip geboren. Zij was het eerste kind van jonkheer mr. Scato Trip (1807) en Martha Cornelia Blok (1825). De vader van Scato was jonkheer mr. Herman Trip. Hij was een van de nazaten van de Trippen van het Trippenhuis in Amsterdam. Op 30 juni 1875 trouwde Hermanna met J.H. Molkenboer, een textielfabrikant in Oldenzaal. Het echtpaar kreeg 4 kinderen. Toen ze 41 jaar oud was overleed haar echtgenoot. Hermanna bleef achter met 4 kinderen: 16, 14, 13 en 12 jaar oud. Tijdens de laatste jaren van het leven van haar man had Hermanna al veel meegewerkt in de leiding van de fabriek en dat moest worden voortgezet.
Naast directeur van de Oldenzaalsche Stoomweverij J.H. Molkenboer jr. zette ze het postorderbedrijf van de firma voort en breidde deze uit. Door heel Europa konden welgestelde dames hun linnen uitzet bij het postordebedrijf bestellen. Als publiciteitsstunt schonk zij in 1901 Koningin Wilhelmina een uitzet ter gelegenheid van diens huwelijk. Het Palthehuis in Oldenzaal heeft een grote handkar staan. Hiermee werden elke dag de pakketten naar het postkantoor vervoerd en over Nederland en Europa verspreidt.
In 1898 deed Molkenboer mee als textielfabrikante aan de Nationale Tentoonstelling voor Vrouwenarbeid in Den Haag, een van de hoogtepunten van de eerste feministische golf. Zij had daar de leiding over de industriezaal waar zij onder andere draagbare kleding toonde, zonder korset. De eurekastof die hier voor gebruikt werd werd in haar fabriek geweven.
In 1902 had zij haar fabriek uit laten groeien tot een solide bedrijf en werd dat bekroond met het predicaat 'Koninklijke' . Haar zonen Scato en Hermannus namen het bedrijf in 1904 van Molkenboer over.